# Lenka Lichtenberg
Lenka Lichtenberg – kanadyjska piosenkarka, kompozytorka, autorka tekstów, chazanit, aktywistka na rzecz praw zwierząt, żydowskiego pochodzenia. W swoim repertuarze ma żydowskie pieśni religijne, a także utwory jazzowe i folkowe, które wykonuje w językach angielskim, czeskim, francuskim, hebrajskim, rosyjskim i jidysz.

## Życiorys
Urodziła się w Pradze, w rodzinie żydowskiego pochodzenia, jako córka pisarki Jany Renée Friesovej (1927−2016). Większość rodziny jej matki zginęła w czasie Holocaustu. W wieku 9 lat została aktorką teatru muzycznego w Pradze, ale po kilku latach wyemigrowała do Danii, gdzie pracowała jako piosenkarka klubowa. 
W 1981 przeprowadziła się do Toronto, gdzie zaczęła tworzyć muzykę w stylu jazzowym i folkowym. Po wizycie w Izraelu w 1987 zaczęła uczyć się języka jidysz, pragnąc zostać klezmerką. Od tamtej pory wykonuje zarówno tradycyjne pieśni aszkenazyjskie, jak i komponuje nowe. Jest także popularyzatorką języka jidysz, aktywistką na rzecz odbudowy społeczności żydowskiej w Czechach. W 2001 zaczęła uczyć się żydowskiej muzyki sakralnej, została kantorką rekonstrukcjonistycznej synagogi Darchei Noam w Toronto.
Jaroslav Hovorka nakręcił film dokumentalny na jej temat, Lenka Lichtenberg: Pisne pro ozivle steny (2011). Lenka Lichtenberg występuje na licznych festiwalach kultury żydowskiej, w Czechach, Kanadzie, Stanach Zjednoczonych, Polsce, Francji czy w Argentynie. W 2008 i 2012 wygrała nagrodę Canadian Folk Music Awards, a w 2013 Independent Music Awards.
Jest kanadyjską ambasadorką fundacji AnimalTrust. Ma troje dzieci, Hannę Daliah, Bena Cohena i Rachelę Cohen. Mieszka w Toronto.

## Dyskografia
- 1999 − Deep Inside
- 2003 − Open the Gate
- 2006 − Pashtes
- 2010 − Fray
- 2012 − Bridges
- 2012 − Songs for the Breathing Walls
- 2013 − Embrace
- 2014 − Lullabies from Exile
- 2016 − Yiddish Journey